# Мара (муніципалітет)
Мара (італ. Mara, сард. Mara) — муніципалітет в Італії, у регіоні Сардинія,  провінція Сассарі.
Мара розташована на відстані близько 370 км на південний захід від Рима, 140 км на північ від Кальярі, 35 км на південь від Сассарі.
Населення — 631 особа (2014).
Щорічний фестиваль відбувається 24 червня. Покровитель — S. Giovanni.

## Демографія
Населення за роками:

Станом на 1 січня 2023 року в муніципалітеті офіційно проживало 8 іноземців з 4 країн, серед них 2 громадяни країн Євросоюзу та 5 громадян України.

## Сусідні муніципалітети
- Вілланова-Монтелеоне
- Романа
- Монтелеоне-Рокка-Дорія
- Коссоїне
- Падрія
- Поццомаджоре